# 国際組織法
国際組織法（こくさいそしきほう、英語: Law of International organizations, International Institutional law）とは、国際組織（政府間国際組織）に関する国際法の一分野である。国際組織とは、条約によって設立され、共通の目的を有し、それを達成するための常設の機関を持ち、加盟国と独立した法人格を有する国家の集まりをいう（1975年「国家代表に関するウィーン条約」1条）。国際組織法の最大の特徴は、国際組織が生きた組織として変わりゆく国際情勢に対応するために、設立当初の創設者の意思から離れてでも、動態的な目的論的解釈がとられる点にある（「黙示的権能」implied powers）(「武力紛争中の国家による核兵器の使用の合法性」国際司法裁判所勧告的意見、C.I.J.Recueil 1996(I), p.79, par.25)。
国際組織法は、内部法と外部法に分けられる。内部法とは、その国際組織の内部運営（表決制度や予算の決定など）を規律する法の総体をいい、外部法とは、その国際組織の対外的活動を規律する法の総体をいう。本項では、現代の主要な国際組織である国際連合を中心に述べる。

## 内部法と外部法
内部法として、まず、表決制度がある。決議成立の方式としては、一般に、全会一致、多数決、コンセンサスなどがある。国際連合総会の決議は、重要問題を除いて（出席し投票する加盟国の三分の二の多数）、出席し投票する加盟国の過半数で成立する（国際連合憲章18条）。国際連合安全保障理事会の決議は、「常任理事国の同意投票を含む九理事国の賛成投票」で成立する（27条）。慣例により、常任理事国の「棄権」は決議の成立を妨げないとされている。しかし、27条を文言通りに解釈すれば、棄権は「同意」ではないので、決議の成立を妨げるはずである。よって、これについては、法的には、棄権についての規定が欠缺していたとか、暗黙のうちに憲章が改正されたとか説明する他はない。EUでは「共同体法」（EU法）に属する分野について、加重投票の制度が行われている。また、世界銀行でも加重投票で議決される。
予算の決定については、国連総会によって派遣されたONUC（コンゴ国連軍）及びUNEF（国連緊急中東軍）（いわゆるPKO）への支出が国連憲章17条2項にいう「この機構の経費」に当たるのか争われた。国連憲章上、PKOは明示的には認められていない。これに関して、1962年「国際連合の特定経費（憲章17条2項）」として国際司法裁判所の勧告的意見が下された。裁判所は、17条2項の文言を憲章の全体構造と総会と安保理に与えられたそれぞれの機能に照らして解釈するとし、ONUCとUNEFの活動が国連の主要目的である国際の平和と安全の維持に合致することは、継続的に国連の諸機関によって認められてきたことによって示されているとし、当該支出は「この機構の経費」にあたると結論づけた（I.C.J.Reports 1962, pp.167-181）。この勧告的意見の理由付けに対しては、批判もある。
国際機構で働く人については、「国際公務員法」という特別の分野となっている。国連では、職員が関わる争いについては「国連行政裁判所」が国連総会決議によって設立され、活動している。
外部法としては、まず、国際組織の「国際法人格性」(international legal personality; la personnalité juridique internationale)が問題となる。国際司法裁判所は1949年の「国際連合の任務中に被った損害の賠償」に関する勧告的意見において、（当時としては）国際共同体の大多数の国家に相当する50か国は、国際法に従って、客観的国際法人格を持つ実体を創設する権能(power)を有していたのであり、同時に国際請求をする権能を有すると述べた(I.C.J.Reports 1949, p.185; 皆川『国際法判例集』137頁)。ECも、その設立条約であるEC条約においてECは国際法人格性を有すると規定し（EC条約281条）、国際社会はこれに一般的承認を与えており、現在、ECは京都議定書や世界貿易機関を設立する「マラケッシュ協定」の当事国となっている。
国連の対外的活動として最も重要なものは、「国際の平和及び安全の維持」に関する安保理の活動である。いわゆる「国連憲章第七章」に基づく行動である。七章に基づく安保理の行動は、冷戦が終結した1990/1991年以降、大変、活発になっている。その端緒は、1990年のイラクのクウェート侵攻の際の、1991年の安保理決議678に基づく多国籍軍の行動である。同決議は、憲章43条に基づく常備の「国連軍」がいまだ創設されていないことに鑑み、加盟国に「全ての必要な手段を用いることを許可する」(authorizes...to use all necessary means)とした。これは、朝鮮戦争において、米国の指揮下にある軍に国連旗の使用を許可した1950年の安保理決議84に端を発すると考えられる。この安保理決議678以降、「全ての必要な手段を許可する」という方式は繰り返し使用され、現在では完全に定着したと言える。
「自衛権」(the right to self-defense)は、国連憲章51条で、個別的自衛(individual self-defense)、集団的自衛(collective self-defense)とも、「固有の権利」(inherent right; 仏語テキストでは「自然権」le droit naturel)と規定されている。特に「集団的自衛」が「固有の権利」とされている点について、この用語は国連憲章において初めて用いられたものだが、その先駆と言うべきものが戦間期における相互援助条約草案やラインラント協定の中に見られると指摘されうる。2001年9月11日の米国同時多発テロ事件では、翌月に米国はアフガニスタンを攻撃した。学説上、これが国際法上の自衛権の行使であるとか、違法な武力行使であるとか、自衛概念が一時的に「伸長」したなど様々な議論が行われている。この事件に関連して出された安保理決議1368では、その前文で加盟国の自衛権が固有の権利であること確認している。国連憲章51条によれば、自衛権を行使した国はすみやかに安保理に報告しなければならず、米国は、アフガニスタン攻撃後、安保理に報告している。

## 国連安保理の活動の司法的制御
近年、安保理の活動は急速に拡大し、「旧ユーゴスラビア国際刑事裁判所」（安保理決議827）、「ルワンダ国際刑事裁判所」（安保理決議955）に見られるad hocな刑事裁判所の設立から、テロ行為を支援するいかなる措置もとらないよう加盟国に一般的な義務を課す「立法行為」（安保理決議1373）まで及んでいる。
このような安保理の活動の拡大に対して、司法的制御が必要であるという議論が起こっている。1992年の「モントリオール条約の解釈及び適用に関する事件」（「ロッカービー事件」）国際司法裁判所仮保全措置命令では、安保理決議748について、国連憲章103条が憲章上の義務の他の国際義務に対する優越性を規定していることから、モントリオール条約よりも同安保理決議が優越するとし、同条約に基づく「一見した」(prima facie)管轄権を否認し、リビアの仮保全措置申請を却下した（I.C.J.Reports 1992, p.15, para.39）。同事件の管轄権判決では、リビアの請求は、安保理決議748及び883が出される前になされているという理由から、管轄権を認めたが(I.C.J.Reports 1998, p.26, para.44)、リビアと米国、英国とで和解が成立し、本案判決が出されずに訴訟リストからはずれ、安保理の司法的コントロールの問題は結論がもちこされた。しかし、2005年9月21日に欧州共同体第一審裁判所が「Yusuf事件」において、オサマ・ビンラディンとその組織への制裁に関して個人に義務を課した安保理諸決議について、それらが国際法上の強行法規(jus cogens)、特に人権の普遍的保護を目的とした強行法規に反する場合には司法的コントロールが拡大されうる、と判示し（T-306/01, point 282）、大変注目されている（他にも同日の「Kadi事件」(T-315/01)第一審判決、「Hassan事件」（T-49/04）および「Ayadi事件」（T-253/02）2006年7月12日第一審判決）。

## 地域的共同体
EC（欧州共同体）やMercosur（南米南部共同市場）、CARICOM（カリブ共同体）、CAN（「アンデス共同体」; Comunidad andina）、SICA（「中米統合機構」; Sistema de la Integracion Centroamericana）は、域内に共同体をつくる「統合的組織」(les Organisations d'intégration)であり、通常の国際組織と区別する必要がある。